# Karl Brunner (Ökonom)
Karl Brunner (* 16. Februar 1916 in Zürich; † 9. Mai 1989 in Rochester, New York) war ein Schweizer Wirtschaftswissenschaftler. Er gilt als Monetarist.

## Leben
Brunner war ein Sohn des William Otto Brunner und der Ida Louise, geborene Maulaz. Brunner promovierte an der Universität Zürich. Er kam 1943 mit einem Stipendium der Rockefeller-Stiftung in die USA, wo er zunächst an der Harvard University und später an der University of Chicago arbeitete.
Es schlossen sich Professuren an der University of California, Los Angeles und an der Ohio State University an. Ab 1971 lehrte er an der University of Rochester in New York. Seit Ende der sechziger Jahre verbrachte er die Sommersemester in Europa, zuerst an der Universität Konstanz, dann an der Universität Bern.
Professor Brunner war bekannt als Monetarist (er hat den Begriff Monetarismus geprägt) und für seine Kritik am Federal Reserve System sowie als Mitgründer und Mitglied des „Shadow Open Market Committee“. Er forderte auch, dass Ökonomen in ihren Modellen die Unsicherheit im Wirtschaftsleben zu berücksichtigen hätten. Brunner war Ehrendoktor der belgischen Universität Löwen.
Die Schweizerische Nationalbank (SNB) hat die öffentliche Vortragsreihe Karl Brunner Distinguished Lecture Series anlässlich seines 100. Geburtstages zu seinen Ehren eingeführt.
Karl Brunner starb in Rochester im Alter von 73 Jahren und wurde in der Schweiz beerdigt.